# Mereb Lehe
Mereb Lehe est l’un des 36 woredas de la région du Tigré, en Éthiopie.